# Логачёва, Анна Никитична
Анна Никитична Логачёва (12 июня 1922, Берёзовка, Змеиногорский уезд, Томская губерния, РСФСР — 25 апреля 2002, Алма-Ата) — мастер-пекарь хлебозавода № 3 Алма-Атинского объединения хлебопекарной промышленности, Герой Социалистического Труда (1971).

## Биография
Член ВКП(б)/КПСС с 1945 г.
С 1940 г. пекарь, мастер-пекарь хлебозавода № 3 объединения «Алма-Атахлеб».
Выступила инициатором движения за коммунистическое отношение к труду. В 1961 г. её бригаде первой на заводе присвоено звание коллектива коммунистического труда.
Наставник молодёжи, рационализатор.
Досрочно выполнила личные социалистические обязательства и плановые производственные задания Восьмой пятилетки (1965—1970). Указом Президиума Верховного Совета СССР от 26 апреля 1971 года «за выдающиеся успехи, достигнутые в выполнении заданий пятилетнего плана по развитию пищевой промышленности» удостоена звания Героя Социалистического Труда с вручением ордена Ленина и золотой медали Серп и Молот.
С 1977 г. на пенсии.
Похоронена в г. Алма-Ате.
Награждена орденом «Знак Почёта» и медалями.